# Кумановський Петро
КУМАНОВСЬКИЙ Петро (нар.1849 — † грудень 1920), актор театру товариства «Руська Бесіда», педагог, громадський діяч, член українського шкільного комітету Буковини за часів Центральної Ради.

## Життєпис
Народився в с. Іванє повіт Чортків в Галичині (тепер с. Іване-Золоте Заліщицького р-ну Тернопільської обл.)
Чоловік Емілії Кумановської (уродженої Нечай), педагога та чільної діячки українського жіночого руху на Буковині. Актор українського професійного театру товариства «Руська Бесіда» у Львові за часів директорства Теофілі Романович. Переклав для театру українською мовою п’єсу Ф. Шіллера «Інтрига й кохання».В 1879 р. склав матуральні іспити в вищій державній гімназії в Чернівцях. Студіював філологію на філософському факультеті Львівського університету. Член академічного товариства «Академічний Кружок» у Львові, друкував свої твори у виданнях товариства часописі «Другъ» (1874-1877) та в виданому в 1876 р. альманасі «Днђстрянка» (переклад новели «Нездара» Ф. Брет-Гарта).
В 1883 р. продовжив навчання на філософському факультеті в Чернівцях, де 18.07.1884 р. отримав абсолюторіум, провчившись потрібних для цього 10 семестрів (8 семестрів у Львові та 2 семестри в Чернівцях) та склавши всі іспити. Член українського академічного товариства «Союз» в Чернівцях. Представляв товариство «Союз» на другому вічі академіків-русинів в Коломиї 07.08.1884 р., яке підтримало внесену П. Кумановським резолюцію «Про обсаду катедри літератури і язика руського на університеті в Чернівцях».
Після закінчення вищих студій іменований заступником учителя державної гімназії в Станіславові, де викладав німецьку, латинську, грецьку та українську мови, а також математику. Член заснованого в листопаді 1884 р. товариства «Руська Бесіда» в Станіславові. Член правління товариства «Міщанське Казино» в Станіславові в 1886—1887 рр.
В 1903 р. переїхав з родиною в Чернівці, де мешкав за адресою Штайнґассе, 32.
17.04.1903 р. іменований тимчасовим головним учителем учительської семінарії в Чернівцях.
У червні 1904 р. іменований постійним учителем (професором) 2-ї державної гімназії в Чернівцях і середніх шкіл. Як професор 2-ї державної гімназії в Чернівцях був викладачем української та латинської мов. Водночас з вересня 1904 по липень 1906 р. викладав польську мову в 1-й державній гімназії в Чернівцях, а з лютого 1907 р. в вищій реальній гімназії в Чернівцях.
З вересня 1906 р. іменований професором української мови для новозаснованого дівочого ліцею в Чернівцях.
У листопаді 1904 р. був призначений членом іспитової комісії для всіх народних і міських шкіл з німецькою, румунською та українською викладовими мовами на період до кінця 1906/1907 навчального року. Після розподілу цієї комісії в грудні 1906 р. на три незалежні національні іспитові комісії, був іменований членом української іспитової комісії (голова О. Попович). Член «словесного гуртка» («Спілка В.»), який сприяв укладанню та виданню фундаментальних лексикографічних праць в Чернівцях — «Латинсько-український словар» (1912) та «Німецько-український словар» (1912).
Був неперевершеним організатором масових святкових заходів. Ще на одній з перших вечірок товариства «Руська Бесіда» в Станіславові, присвячених пам’яті М.Шашкевича, «вечорницями з танцями орудував професор Кумановський».
«Славний на всю Русь аранжер професор Кумановський» був головним аранжером вечорниць товариством «Кружок українських дівчат» в Народному Домі в Чернівцях 02.02.1904 р., які пройшли з небувалим успіхом, а також влаштованого українським академічним товариством «Союз» в великому залі Музичного товариства «Українського балу» 07.02.1909 р., де лише кадриль танцювало 160 пар.
Був свідком на весіллі Йосипа Безпалка в Кіцмані 19.07.1904 р. разом з професором учительської семінарії в Станіславові Р. Заклинським.
Мав тісні приятельські стосунки з родиною Кобилянських, особливо з професором Юліаном Кобилянським та письменницею Ольгою Кобилянською.
З 1909 р. був членом чернівецького товариства піклування про сліпих та глухонімих.
Співорганізатор концерту на честь Т. Шевченка, влаштованого учнями 2-ї державної гімназії в великому залі Музичного товариства 06.03.1910 р., де виступив зі вступним словом. Також на Шевченківських учнівських святах, яке відбулися в гімнастичному залі 2-ї державної гімназії 09.03.1913 р. та 09.03.1914 р., П. Кумановський виступав зі вступним словом про значення Т. Шевченка в українській літературі.
Член товариства «Український Народний Дім» в Чернівцях.
Член Чернівецької міської філії товариства «Українська школа».
З 09.1907 р. член правління товариства «Українське Казино» в Чернівцях, покликаного замінити дещо анахронічну «Руську Бесіду».
В 11.1907 р. один із засновників Товариства учителів вищих шкіл «Сковорода» в Чернівцях, з 04.1909 р. член правління та заступник голови товариства.
Член товариства «Учительська Громада» з 1910 р.
Під час доповнюючих виборів до громадської ради м.Чернівців в 1911 р. належав до українського виборчого комітету, який діяв узгоджено з німецьким, єврейським та польським виборчими комітетами. Учасник зборів виборців в Чернівцях 20.02.1913 р., які висунули кандидатуру Осипа Бурачинського на доповнюючих виборах до буковинського крайового сейму по міському окрузі Чернівці-Кіцмань.
Перебув в Чернівцях всі три російські окупації, продовжуючи викладати у 2-й державній гімназії в коротких проміжках часу між окупаціями.
З 1915 р. член іспитової комісії приватної жіночої учительської семінарії товариства "Українська Школа" в Чернівцях.
Організатор концерту в залі Музичного товариства в Чернівцях 15.02.1916 р., весь дохід з якого передано для потреб УСС, на якому виголосив зі вступним словом. У відповідь на звернення комісара Тимчасового уряду Д. Дорошенка від 17.05.1917 р. з закликом про відновлення шкільної науки в нижчих і середніх школах Буковини, увійшов до складу та став діяльним членом шкільного комітету, який влаштував шкільні курси для народної та середньошкільної освіти українською та румунською мовами в Чернівцях, в приміщенні румунської бурси та в архієпископській резиденції.
Учасник Конференції всіх українських партій Буковини 13.10.1918 р. в Українському Народному Домі в Чернівцях, на якій ухвалено резолюцію щодо права буковинських українців на самовизначення та обрано делегатів на українську Конституанту у Львові 18-19.10.1918 р. З 26.12.1918 р. професор Української державної гімназії в Чернівцях.
Помер у грудні 1920 р. в Чернівцях, похований на Руському цвинтарі. Учительський збір української державної гімназії в Чернівцях замість вінка на могилу зложив пожертву 200 леїв на бібліотеку «Шкільної помочі», бажаючи в той спосіб якнайгідніше вшанувати пам’ять покійного товариша, довголітнього керівника цієї бібліотеки.
У румунській та польській науковій літературі українського професора Петра Кумановського помилково називають польським педагогом на Буковині.

## Джерело
Володимир Старик. Кумановський Петро // Західно-Українська Народна Республіка 1918—1923. Енциклопедія: До 100-річчя утворення Західно-Української Народної Республіки. Т. 2. — О.Івано-Франківськ: Манускрипт-Львів, 2019. 832 с.— С. 342—343.